# Anne de Rohan-Chabot
Anne Julie de Rohan-Chabot, Princesse de Soubise, Dame de Frontenay, född 1648, död i Hôtel de Soubise i Paris, 4 februari 1709, var en fransk aristokrat och hovfunktionär. 
Hon kallades prinsessan de Soubise eller Madame de Soubise, men även Madame de Fontenay, eftersom hon hade ärvt dessa titlar av sin mor suo jure, och hennes make François de Rohan blev prins de Soubise på grund av sitt äktenskap med henne.
Hon är känd som mätress till kung Ludvig XIV av Frankrike, då de hade ett förhållande till och från vid flera tillfällen mellan 1669 och 1675.

## Biografi
Anne de Rohan-Chabot var andra barn och dotter till adelsmannen Henri Chabot och hertiginnan Marguerite de Rohan, prinsessa av Soubise. Hennes far tillhörde lågadeln och saknade titel, medan hennes mor var arvtagare till hertigdömet de Rohan, furstendömet de Soubise, hertigdömet de Frontenay och en rad andra titlar. 
Deras äktenskap betraktades som en skandal på grund av skillnaden i rang, men hennes mor utverkade tillstånd från kungahuset att få behålla sina titlar trots att hon gifte sig med en man av lägre status för kärleks skull. Paret antog sedan namnet "Rohan-Chabot" och Henri Chabot tilläts bära sin frus titlar genom äktenskap. Deras tre döttrar fick dela på moderns många titlar, och Anne de Rohan-Chabot tilldelades furstendömena Soubise och Fontenay. 
Anne de Rohan-Chabot gifte sig 17 april 1663 vid femton års ålder med sin 18 år äldre släkting generallöjtnant François de Rohan. Hennes make var en yngre son som saknade egen titel, men han övertog vid giftermålet hennes titel; i mars 1667 utverkade de att hennes titel Soubise upphöjdes till ett furstendöme, vilket innebar att de kunde kalla sig prins och prinsessa de Soubise. 
Rohan-Chabot presenterades år 1665 vid hovet, och gjorde succé i sällskapslivet. Hon hade fått en bättre utbildning än de flesta av sitt kön. Hon blev känd under smeknamnet la Belle Florice för sin skönhet, sina sneda ögon, rödaktiga hår och vackra hy, och höll en diet för att behålla sitt utseende. Hon ska ha levt i ett lyckligt äktenskap med sin make. 
År 1669 inledde Ludvig XIV ett förhållande med Anne de Rohan-Chabot på Slottet i Chambord, och senare samma år födde hon sin andra son, Hercule Mériadec de Rohan. Vid denna tid hade kungen ett officiellt förhållande med både Louise de la Valliere och Madame de Montespan, och den senare ska ha sett till att förvisa sin rival från hovet. 
Under år 1673 återupptog kungen av allt att döma sin förbindelse med Rohan-Chabot, vilket resulterade i en graviditet. I januari 1674 utnämndes hon till hovdam (dame du palais) till drottningen. Vid denna tidpunkt var hovet medvetet om att hon då och då hade en förbindelse med kungen, och när hon i juni 1674 födde sin son Armand Gaston Maximilien de Rohan, betraktades han allmänt som kungens son, även om hennes make formellt erkände faderskapet. Hennes make uppges ha beslutat sig för att "utnyttja situationen till sin fördel", och i kontrast till Madame de Montespans make protesterade han aldrig, och mottog stora summor pengar och andra fördelar av kungen. 
Förhållandet mellan Anne de Rohan-Chabot och Ludvig XIV var känd vid hovet men aldrig officiellt erkänd och tycks av allt att döma inte ha varit ett fast förhållande, utan snarare en tillfällig förbindelse som då och då bröts, återupptogs och bröts igen under de sex åren mellan 1669 och 1675. Den inofficiella förbindelsen avslutades 1675, men Rohan-Chabot stannade kvar vid hovet i sin roll som drottningens hovdam. 
Hon och hennes make tjänade mycket pengar på hennes förbindelse med kungen, och de köpte på hennes initiativ år 1700 Hôtel de Guise i Paris, som de byggde om till ett praktfullt palats och gav namnet Hôtel de Soubise.